# Frederick Augustus Maxse
Frederick Augustus Maxse (13 avril 1833 - 25 juin 1900) fut un marin et homme politique britannique.

## Biographie
D'un milieu tenant à l'aristocratie, il reçut les prénoms de son grand-père maternel, Frederick Berkeley, comte de Berkeley. Il entre dans la Royal Navy et est lieutenant de marine en 1852. Durant la guerre de Crimée il est attaché naval à l'état-major de Lord Raglan et devient commander en 1855 puis capitaine de vaisseau. il se retire du service naval avec le rang d'amiral en 1867.
C'est un libéral de la nuance radicale mais il est battu aux élections de 1868 et 1874. D'un caractère affirmé son radicalisme est parfois proche du conservatisme car il refuse le vote des femmes ou l'autonomie de l'Irlande (Home Rule). Ce fut un écrivain et un orateur réputé, proche de Joseph Chamberlain et John Morley. Il achète la National Review (London) pour son fils Leo Maxse qui prône un impérialisme colonial .  
L'amiral Maxse était très hostile à l'Allemagne impériale d'où sa popularité en France.

## L'amiral Maxse et la France
D'idées presque républicaines, francophile depuis la Crimée il est proche de la France et, après 1871, condamne l'annexion de l'Alsace-Lorraine par Bismarck  ce qui lui vaut la notoriété en France où ses écrits sont traduits et répandus. Surtout c'est un ami intime de Georges Clemenceau qu'il introduit dans les cercles politiques londoniens. Les deux hommes travaillent au rapprochement franco-britannique et, après Fachoda, ils militent dans la presse pour l'apaisement.

## Œuvres disponibles en français
F. A. Maxse, Le Joug allemand, 1872
F. A. Maxse, La question Franco-Anglaise dans la bouche du Niger. Paris  [no ref.]  1898

## Sources
Archives nationales britanniques: http://www.nationalarchives.gov.uk/a2a/records.aspx?cat=182-maxse_1&cid=-1#-1
Georges Clemenceau, Correspondance (1858-1929). Paris 2008.